# Рада Стефановић
Рада Стефановић (Јагодина, 14. јануар 1935 — Јагодина, 9. август 2024) била је српска књижевница. Писала је поезију и прозу за децу и одрасле. Књижевношћу се бавила више од 40 година.

## Биографија
Радослава Рада Павићевић, удата Стефановић, рођена је у Јагодини, 14. јануара 1935. године, као прво дете оца Горчина и мајке Станице Стане Павићевић.
Писала је поезију и прозу за децу и одрасле. Основну школу и малу матуру завршила је у Светозареву. Била је талентована за музику, а изузетно запажена као атлетичарка. После мале матуре 1951. године уписује Учитељску школу у Светозареву. Са писањем песама и кратких прича почела је још у Основној школи. Песме су јој објављиване у букварима и читанкама. Заступљена је у више од двадесет пет Антологија и преко четрдесет зборника и монографија. Њене песме и приче су превођене на више од десет светских језика.
Написала је 43 књиге. Учествовала је на многим фестивалима поезије, а на Змајевим дечјим играма, 1983. и 1984. године, када је била у друштву највећих имена писане речи у Југославији као што су Бранко Ћопић, Мира Алечковић, Десанка Максимовић и остали. Члан је Удружења књижевника Србије 30 година и Књижевног клуба Ђура Јакшић 50 година.
Од 1980. године почела је да сарађује са познатим композиторима. Било је више песама, а најпознатија међу њима је Јутро је коју изводи Нада Топчагић. Њене песме је изводио и дечји хор Колибри.
Живела је и радила у Јагодини.

## Награде
- Златно перо,1975.
- Светозар Марковић, 1979.
- Блашко Шћепановић, 1984.
- Душан Срезојевић, 2003.
- Кристална призма, 2005.
- Поморавски Орфеј, 2010.
- Награда за животно дело УКС-а Подружнице за Поморавски округ, 2012.
- Октобарска награда Града Јагодине, 2013.[2]

## Изабрана библиографија
- Жена од камена, (1972)
- Чета сунцокрета, (1975)
- Улица моје душе, (1991)
- Шарене приче, (1997)
- Жена са птицом у срцу, (1998)
- Небески сунцокрет, (2006)
- Плави бисери, (2019)[3]